# Dimostrazione della divergenza della serie dei reciproci dei primi
Uno dei primi teoremi della teoria dei numeri dimostrato in modo analitico è la divergenza della serie dei reciproci dei numeri primi, cioè
{\displaystyle \lim _{x\rightarrow \infty }\sum _{p\leq x}{\frac {1}{p}}=\infty ,}
dove la variabile {\displaystyle p} indica un numero primo.

## Dimostrazione (Eulero)
Per la dimostrazione è necessario un lemma riguardante la serie armonica.
Dalla definizione del numero di Nepero si ricava immediatamente che
{\displaystyle \left(1+{\frac {1}{n}}\right)^{n}<e,}
per ogni {\displaystyle n} intero positivo, prendendo il logaritmo di entrambi i membri si ottiene
{\displaystyle n\,\ln \left(1+{\frac {1}{n}}\right)<1,}
da cui
{\displaystyle \ln \left(1+{\frac {1}{n}}\right)<{\frac {1}{n}}}
e infine
{\displaystyle \ln \left(n+1\right)-\ln \left(n\right)<{\frac {1}{n}}.}
Considerando adesso la somma dei reciproci di tutti i numeri naturali fino a {\displaystyle n} si ricava
{\displaystyle \sum _{k=1}^{n}{\frac {1}{k}}>\sum _{k=1}^{n}\left(\ln \left(k+1\right)-\ln \left(k\right)\right)=\ln \left(n+1\right).}
Quest'ultima disuguaglianza sarà fondamentale nella dimostrazione della divergenza della somma dei reciproci dei numeri primi.
Adesso definiamo il prodotto {\displaystyle P} come 
{\displaystyle P\left(x\right)=\prod _{p\leq x}\left(1-{\frac {1}{p}}\right)^{-1}.}
Sapendo che 
{\displaystyle \left(1-{\frac {1}{p}}\right)^{-1}=1+{\frac {1}{p}}+{\frac {1}{p^{2}}}+{\frac {1}{p^{3}}}+\ldots }
si ricava
{\displaystyle P\left(x\right)=\sum _{n\in A\left(x\right)}{\frac {1}{n}},}
dove l'insieme {\displaystyle A} è definito come
{\displaystyle A\left(x\right)=\lbrace n:p|n\Longrightarrow p\leq x\rbrace .}
Evidentemente se {\displaystyle n\leq x} allora {\displaystyle n\in A\left(x\right)} quindi
{\displaystyle P\left(x\right)>\sum _{n\leq x}{\frac {1}{n}}}
e dalla disuguaglianza ricavata sulla serie armonica si ricava
{\displaystyle P\left(x\right)>\ln \left(x+1\right).}
Adesso sapendo che {\displaystyle y>-{\frac {1}{2}}\ln \left(1-y\right)} per ogni {\displaystyle 0<y<{\frac {1}{2}}} si ottiene
{\displaystyle \sum _{p\leq x}{\frac {1}{p}}>-{\frac {1}{2}}\sum _{p\leq x}\ln \left(1-{\frac {1}{p}}\right)={\frac {1}{2}}\ln P\left(x\right)>{\frac {1}{2}}\ln \ln x,}
dove l'ultimo membro diverge per {\displaystyle x} tendente a infinito, quindi la serie dei reciproci dei numeri primi diverge.

## Seconda dimostrazione (Eulero)
Eulero fornì anche un'altra dimostrazione, partendo sempre dalla serie armonica. Usando l'espansione di questa come prodotto infinito scrisse:
{\displaystyle S=\ln \left(\sum _{n=1}^{\infty }{\frac {1}{n}}\right)=\ln \left(\prod _{p}{\frac {1}{1-p^{-1}}}\right)=\sum _{p}\ln \left({\frac {1}{1-p^{-1}}}\right)=\sum _{p}-\ln \left(1-{\frac {1}{p}}\right),}
usando le proprietà dei logaritmi; quindi espanse la somma come la serie di Taylor di {\displaystyle \ln(1-x)}:
{\displaystyle S=\sum _{p}\left({\frac {1}{p}}+{\frac {1}{2p^{2}}}+{\frac {1}{3p^{3}}}+\cdots \right)=\left(\sum _{p}{\frac {1}{p}}\right)+\sum _{p}{\frac {1}{p^{2}}}\left({\frac {1}{2}}+{\frac {1}{3p}}+{\frac {1}{4p^{2}}}+\cdots \right).}
I termini {\displaystyle {\frac {1}{3p}},} {\displaystyle {\frac {1}{4p^{2}}},} ecc., possono essere maggiorati come:
{\displaystyle S<\left(\sum _{p}{\frac {1}{p}}\right)+\sum _{p}{\frac {1}{p^{2}}}\left(1+{\frac {1}{p}}+{\frac {1}{p^{2}}}+\cdots \right)=\left(\sum _{p}{\frac {1}{p}}\right)+\left(\sum _{p}{\frac {1}{p(p-1)}}\right).}
Il secondo addendo converge perché è minore della corrispondente serie in cui gli addendi sono presi tra tutti i naturali anziché solo tra i primi; quindi
{\displaystyle S<\left(\sum _{p}{\frac {1}{p}}\right)+C.}
Poiché la somma {\displaystyle S} cresce come {\displaystyle \ln \ln {n}} per {\displaystyle n} tendente all'infinito, Eulero concluse che 
{\displaystyle {\frac {1}{2}}+{\frac {1}{3}}+{\frac {1}{5}}+{\frac {1}{7}}+{\frac {1}{11}}+\cdots +{\frac {1}{p_{n}}}\approx \ln \ln {n}.}

## Terza dimostrazione (Erdős)
La dimostrazione di Erdős fa uso solo di metodi elementari.
Per assurdo sia {\displaystyle \sum _{p}{\frac {1}{p}}<\infty } allora esiste un numero primo {\displaystyle P} tale che {\displaystyle \sum _{p>P}{\frac {1}{p}}<1/2}.
Sia {\displaystyle N>P} un intero arbitrario, indichiamo con {\displaystyle N_{1}} il numero di interi minori o uguali a {\displaystyle N} che hanno solo fattori primi minori o uguali a {\displaystyle P}, indichiamo anche {\displaystyle N_{2}=N-N_{1}}. Abbiamo che 
{\displaystyle N_{2}\leq \sum _{p\geq P}\left\lfloor {\frac {N}{p}}\right\rfloor <\sum _{p\geq P}{\frac {N}{p}}<{\frac {N}{2}}.}
Ora stimiamo {\displaystyle N_{1}}, scriviamo {\displaystyle k=\pi (P)}, ogni {\displaystyle x\leq N} si può scrivere nella forma 
{\displaystyle x=yz^{2},}
dove {\displaystyle y} è privo di quadrati e {\displaystyle z\leq {\sqrt {N}}}, se {\displaystyle x} è divisibile solo per i primi minori o uguali a {\displaystyle P}, allora lo è anche {\displaystyle y}. Ci sono meno di {\displaystyle 2^{k}} possibili scelte per {\displaystyle y} e meno di {\displaystyle {\sqrt {N}}} scelte per {\displaystyle z}, da cui
{\displaystyle N_{1}\leq 2^{k}{\sqrt {N}}}
e quindi
{\displaystyle N<2^{k}{\sqrt {N}}+{\frac {N}{2}}}
si dimostra facilmente per induzione e utilizzando il postulato di Bertrand che per l'ennesimo numero primo si ha {\displaystyle p_{n}\leq 2^{n}} e di conseguenza {\displaystyle \pi (n)\geq {\frac {\ln n}{\ln 2}}}, quindi possiamo scegliere {\displaystyle N=2^{2k+2}>P} e troviamo
{\displaystyle N<2^{k}(2^{k+1})+2^{2k+1}=N}
che è assurdo e conclude la dimostrazione.

## Quarta dimostrazione (Clarkson)
Come nella dimostrazione precedente, notiamo che se la serie dei reciproci dei primi convergesse, allora esisterebbe {\displaystyle k} tale che {\displaystyle \sum _{m=k+1}^{\infty }{\frac {1}{p_{m}}}<{\frac {1}{2}}}, dove con {\displaystyle p_{m}} indichiamo il {\displaystyle m}-esimo numero primo. Consideriamo ora il numero {\displaystyle Q=p_{1}p_{2}\cdots p_{k}}: si osserva immediatamente come {\displaystyle 1+nQ} per {\displaystyle n=1,2,\ldots } non sia divisibile dai primi {\displaystyle p_{1},p_{2},\ldots ,p_{k}}. Dunque, la decomposizione in fattori primi di {\displaystyle 1+nQ} richiede i primi successivi a questi, ossia {\displaystyle p_{k+1},p_{k+2},\ldots }. Se ne deduce quindi che 
{\displaystyle \sum _{n=1}^{\infty }{\frac {1}{1+nQ}}<\sum _{t=1}^{\infty }\left(\sum _{m=k+1}^{\infty }{\frac {1}{p_{m}}}\right)^{t}}
poiché ogni termine della sommatoria a sinistra si può trovare sviluppando sufficientemente la doppia sommatoria a destra. Per la disuguaglianza ottenuta dall'ipotesi iniziale, segue però che
{\displaystyle \sum _{n=1}^{\infty }{\frac {1}{1+nQ}}<\sum _{t=1}^{\infty }\left({\frac {1}{2}}\right)^{t}}
e la serie a destra, geometrica di ragione {\displaystyle {\frac {1}{2}}}, converge a 1, quindi per il criterio del confronto anche la serie {\displaystyle \sum _{n=1}^{\infty }{\frac {1}{1+nQ}}} converge. Ciò è una contraddizione, poiché è immediato verificare come questa serie in realtà diverga: per il criterio di confronto tra serie e integrale, la nostra serie converge se e solo se converge il seguente integrale, {\displaystyle \int _{1}^{\infty }{\frac {1}{1+Qx}}dx}, che però diverge, poiché 
{\displaystyle \int _{1}^{+\infty }{\frac {1}{1+Qx}}dx=\lim _{c\rightarrow +\infty }{\frac {1}{Q}}\left[\ln(1+Qx)\right]_{1}^{c}=+\infty .}
Quindi, come volevasi dimostrare, la serie dei reciproci dei primi diverge.